# Traubenwagen

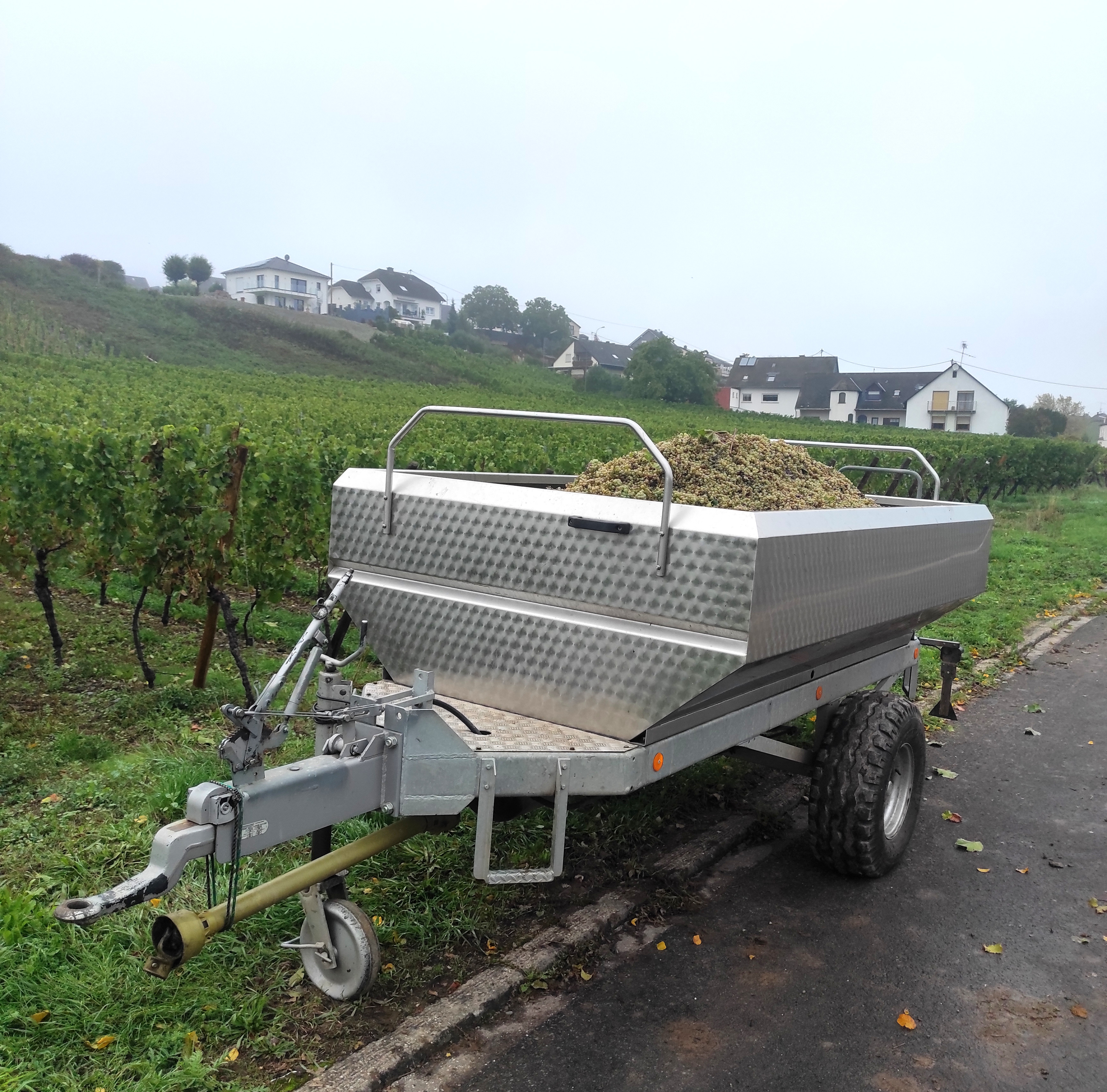
Traubenwagen an der Mosel mit Inhalt

Ein Traubenwagen ist ein landwirtschaftlicher Anhänger, der zum (Ab)Transport von Weintrauben dient, wobei der Inhalt durch mechanische Ausförderung auch als Maische entladen werden kann.

## Technik

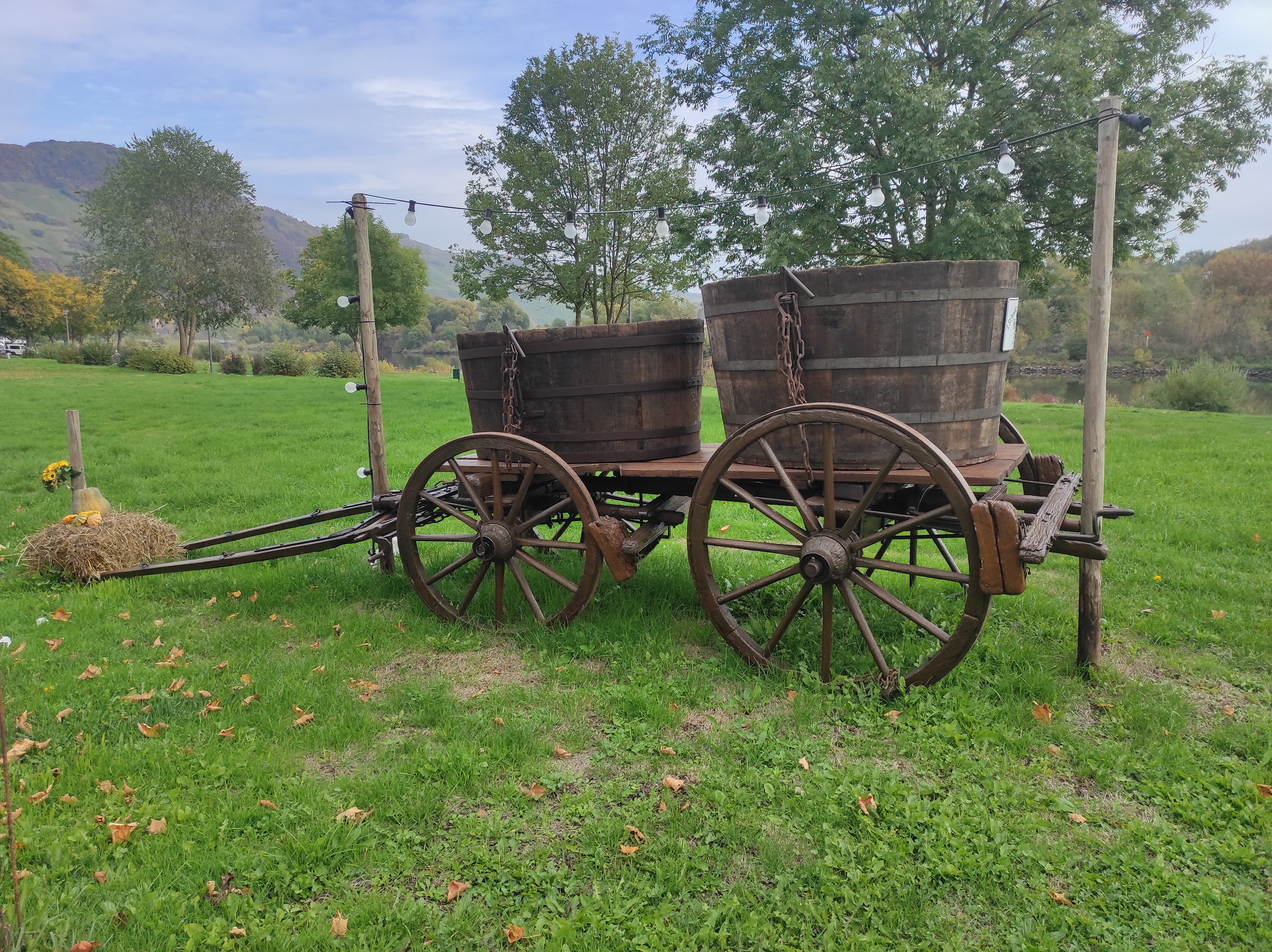
Pferdgezogener Traubenwagen mit abnehmbaren Holzbottichen

Die einfachsten Modelle bestehen lediglich aus einer fahrbaren Wanne (früher hölzerne Bottiche). Kleine Betriebe oder Betriebe, die nur Handlese betreiben oder hochwertige Weine herstellen, verwenden stapelbare Standardboxen, welche auf Anhängern abtransportiert werden. Die Größen variieren hier von Kunststoffkisten mit nur 10 Litern Fassungsvermögen bis hin zu Kippbottichen mit 800 Litern.
Für größere Mengen Lesegut werden auch normale landwirtschaftliche Dreiseitenkipper verwandt, welche mit einer Folie ausgekleidet sind. 
Der moderne Traubenwagen besteht aus einer Wanne, die über eine mechanische Transportschnecke („Lockerungswelle“) am Boden verfügt, womit das Lesegut durch eine Exzenterschneckenpumpe und ggf. als Maische auch über einen anschließbaren Schlauch entladen werden kann. Pumpen aus der Anfangszeit mit Schleuderrad (Flügelzellenpumpe bzw. Impeller), die das Lesegut zu arg beschädigten, sind kaum noch in Verwendung. Bei bestimmten Weinen ist die Verwendung von Traubenwagen mit Impellerpumpen sogar gesetzlich untersagt. Der Antrieb der Pumpe und der Transportschnecke erfolgt über die Zapfwelle der Zugmaschine. Daneben gibt es Traubenwagen mit besonders schonender Entleerung, die lediglich die Wanne kippen und das Lesegut durch Vibration austragen. Die Wannen der Traubenwagen bestehen entweder aus GFK (Glasfaserverstärkter Kunststoff) oder Edelstahlblechen. Es gibt zur Beschickung von Reblern Modelle mit hebenden Schwenk- und Kippmechanismen. Es werden Traubenwagen jeder gesetzlich für den Straßenverkehr zugelassenen Größe hergestellt. Durch bohlenähnliche Aufsätze, wie sie auch anderen landwirtschaftlichen Anhängern üblich sind, kann das Fassungsvermögen erhöht werden. Ein Traubenwagen kommt ausschließlich während der Weinlese zum Einsatz.

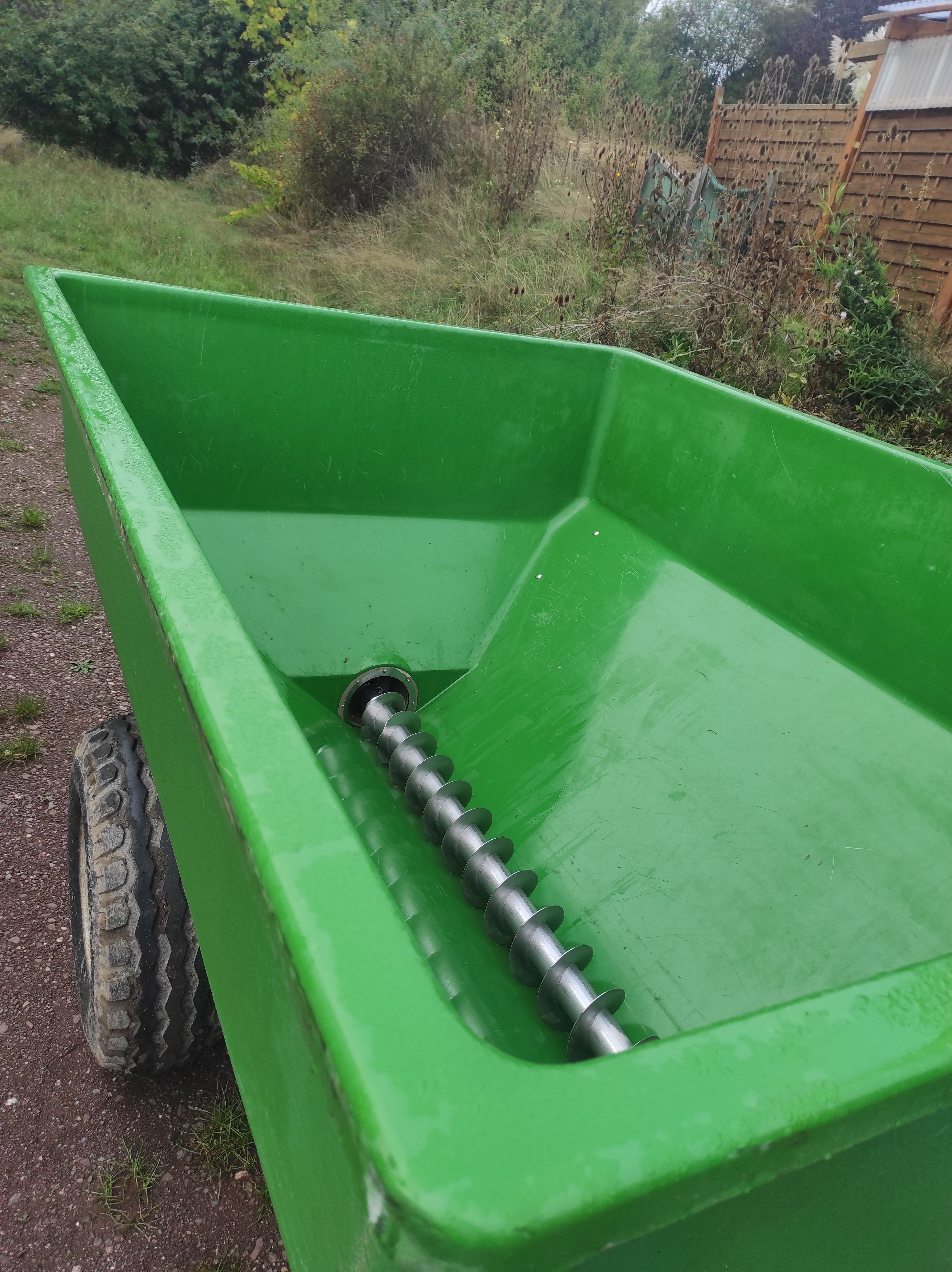
Traubenwagen aus GFK mit Transportschnecke (Lockerungswelle)

## Vorteile
Durch die rasche Abladung bieten Traubenwagen den Vorteil, dass kaum Personal bei der Traubenannahme benötigt wird.
Mithilfe der Lockerungswelle und Förderschnecke wird das Lesegut aufgelockert und eine stufenlose Beschickung von Maischebehältern und Keltern ermöglicht. Mit einem angekoppelten Schlauch kann man Abbeermaschinen und Traubenpressen rasch und leicht befüllen.

## Nachteile
Die Beanspruchung des Lesegutes durch Lockerungswelle, Schnecke und Pumpe kann den Trubanteil und Phenolgehalt im Most erhöhen. Dieser steigt zudem, wenn mit einer Vermaischeeinrichtung (Quetschvorrichtung) gearbeitet wird, da es hier zu einer stärkeren Mazerieiserung des Lesegutes kommt. Traubenwagen werden deshalb auch ohne Vermaischeeinrichtung angeboten. Der Zweck und die Einsatzzeit eines teuren Traubenwagens sind auf nur wenige Tage im Jahr, zur Weinlese, beschränkt.    